# Melanophilharmostes ghanae
Melanophilharmostes ghanae là một loài bọ cánh cứng trong họ Hybosoridae. Loài này được Paulian miêu tả khoa học năm 1974.